# 甲南小学校
甲南小学校（こうなんしょうがっこう、英名：Konan Elementary School）は、兵庫県神戸市東灘区住吉本町にある私立小学校。創立者は平生釟三郎。
「日本一の富豪村」と呼ばれていた住吉村に在住している財界人たちの間で、1910年に私立の幼稚園および小学校を創設する計画が立案された。平生釟三郎、田辺貞吉、才賀藤吉、阿部元太郎、小林山郷ら11人の実業家は、1911年9月10日に甲南幼稚園、1912年4月7日に甲南尋常小学校（現：甲南小学校）を創立した。まもなく財政難に陥ったものの、平生釟三郎が上記の人たちに加えて、久原房之助、進藤嘉三郎らに援助を仰ぎ、再び軌道に乗せることに成功した。
甲南小学校と甲南幼稚園を運営する学校法人甲南学園甲南小学校は、甲南大学と甲南中学校・高等学校を運営する学校法人甲南学園、並びに甲南女子大学と甲南女子中学校・高等学校を運営する学校法人甲南女子学園とは別法人である。ただし、本校の卒業生のほとんどが、校内推薦制度によって甲南中学校、または甲南女子中学校へ進学する。

## 沿革

### 年表
- 1911年 - 甲南幼稚園設立認可。
- 1911年9月10日 - 甲南幼稚園開園。
- 1912年 - 甲南尋常小学校設立認可
- 1912年4月7日 - 甲南尋常小学校開校。
- 1912年 - 財団法人甲南学園設立認可。
- 1918年 - 財団法人甲南学園私立甲南尋常小学校へと改称。
- 1938年 - 阪神大水害で校舎埋没。避難が遅れた児童6人が死亡・行方不明となった[2]。
- 1941年 - 財団法人甲南学園甲南初等学校へと改称。
- 1948年 - 財団法人甲南学園甲南小学校へと改称。
- 1951年 - 学校法人甲南学園甲南小学校に組織変更認可。
- 1966年 - 全学年2学級編成となる。
- 2005年 - オーストラリアのナッヂージュニアカレッジ校（現：アンブローズ・トリーシーカレッジ）との姉妹校協定締結。
- 2005年 - 成蹊小学校との教員相互交換事業覚書調印。
- 2008年 - オーストラリアのセントマーガレッツスクールとの姉妹校協定締結。
- 2011年9月10日 - 創立100周年記念式典挙行。

## 教育

### 教育方針
1. 幼稚園・小学校の連携による一貫教育を目指す
2. 徳・体・知の調和的発展を目指す
3. 時代の変化に対応する教育を目指す

### めざす子ども像
- 思いやりのある子
- あきらめない子
- 考える子

### 特色ある教育
- 年8回の遠足
- 日本文化学習
- 英会話15人クラス編成
- オーストラリアの姉妹校2校との交流
- イギリスのケンブリッジ大学生との交流
- 幼稚園生から大学院生までの交流学習
- 1年生から情報教育
- 算数の2人教師体制

## 活動

### 委員会活動
- 運営委員会
- 園芸委員会
- 体育委員会
- 保健委員会
- 図書委員会
- ベルマーク委員会
- 美化委員会
- 放送委員会
- 国際交流委員会
- 食育委員会

### クラブ活動
体育的クラブ活動
- 卓球クラブ
- バドミントンクラブ
- ダンスクラブ
- ソフトボールクラブ
- サッカークラブ
- ミニバスケットボールクラブ
- 陸上クラブ

文化的クラブ活動
- 科学クラブ
- パソコンクラブ
- 鉄道クラブ
- 囲碁・将棋クラブ
- 英語ゲームクラブ
- 調理・手芸クラブ
- 書道クラブ
- 演劇クラブ
- 和太鼓クラブ

## 昼食支援
- お弁当ケータリングシステム（インターネット注文）

## 交通
- 住吉駅 (JR西日本・神戸新交通)より徒歩約5分

## 著名な出身者
- 長谷川三郎（2回生） -  洋画家
- 貴志康一（4回生） - 作曲家、指揮者
- 伊藤順吉（9回生） - 物理学者
- 村山美知子 - 文化人
- 大貫恵美子 - 文化人類学者
- 松岡功 - 実業家、元東宝代表取締役会長
- 河合初子（32回生） - 飛込競技選手
- 武田國男（35回生） - 実業家、武田薬品工業代表取締役会長
- 平松純子（38回生） - フィギュアスケート選手
- 水野正人（39回生） - 実業家、元ミズノ代表取締役会長
- 伊藤建夫（40回生） - 分子生物学者
- 伊藤正（42回生） - 物理学者
- 長瀬朋彦 - 実業家、IMAGICA GROUP代表取締役社長
- 近藤三津枝 - 政治家
- 稲畑廣太郎（53回生） - 俳人
- 田村次朗（54回生） - 法学者
- ヒロ松下（56回生） - F1カーレーサー
- 佐渡島隆平 - 実業家、セーフィー創業者、代表取締役社長
- 村上実沙子 - タレント
- 武田麗子 - 馬術選手
- 藤咲えり - 宝塚歌劇団宙組娘役[3]

## 系列校
- 学校法人甲南学園甲南小学校
  - 甲南幼稚園
- 学校法人甲南学園
  - 甲南大学
  - 甲南中学校・高等学校
- 学校法人甲南女子学園
  - 甲南女子大学
  - 甲南女子中学校・高等学校